# Butch Lacy

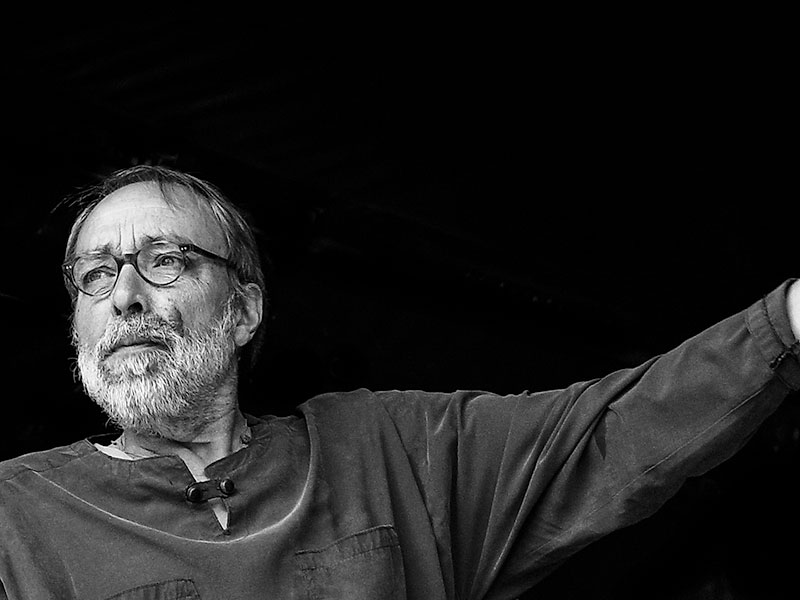
Butch Lacy (2011)

Edward Randolph „Butch“ Lacy II (* 16. April 1947 in Richmond, Virginia; † 5. April 2018 in Randers, Dänemark) war ein amerikanischer Jazzpianist und Komponist.

## Leben und Wirken
Lacy erhielt ab dem Alter von sechs Jahren klassischen Klavierunterricht, ab dem zehnten Lebensjahr spielte er Trompete, um mit 13 Jahren ans Waldhorn zu wechseln. Zu diesem Zeitpunkt leitete er als Pianist ein eigenes Jazzquartett, das in Radiosendungen des lokalen Senders spielte. Als Hornist gewann er zahlreiche Wettbewerbe und gehörte zweimal zur All State Band.
Lacy absolvierte zunächst ein Instrumentalstudium als Hornist am Ithaca College (1965–1967), um dann von 1967 bis 1969 an der North Carolina State University Bauingenieurswesen zu studieren. In dieser Zeit arbeitete er als Hauspianist in einem Nachtclub in Raleigh, wo er Joe Henderson, Woody Shaw, Pepper Adams, Booker Ervin, Clark Terry, Carol Sloane, Lee Konitz, Maxine Sullivan und Charlie Mariano begleitete. Seinen Wehrdienst leistete er zwischen 1969 und 1971 in der Kriegsmarine ab, wo er als Pianist in deren The Show Band West in San Diego stationiert war. Er absolvierte 1972 und 1973 ein Kompositionsstudium an der University of California, San Diego.
Anschließend wirkte er als Komponist und Pianist in San Diego, wo er mit Art Pepper, Sonny Stitt, Blue Mitchell, Harold Land, Frank Rosolino, Herb Ellis, Red Norvo, Don Menza, Bob Magnusson, Charles McPherson und Buddy DeFranco auftrat. Mit seinem The Butch Lacy String Consort führte er eigene Werke auf.
Nach Auftritten in Japan mit dem Trio von David Snodgrass begleitete er Anfang der 1980er Jahre Sarah Vaughan und Bobby Shew auf Tourneen. Seit 1982 lebte er in Dänemark. Dort arbeitete er mit Chet Baker, Lee Konitz, Red Rodney, Gary Bartz, Bobby Shew, Putte Wickman und Bob Rockwell zusammen; in den späten 1980er Jahren war er für SteepleChase mit Baker, mit Gartz sowie zweimal mit Rockwell im Aufnahmestudio. Erst 2003 legte er sein Debütalbum unter eigenem Namen vor. Er leitete ein Klaviertrio und spielte im Duo mit der Sängerin Sinne Eeg; seine Funny Band fiel durch ihre ungewöhnlichen Klangfarben (einschließlich Steeldrum und Akkordeon) auf. Tom Lord verzeichnet in seiner Jazz Discography zwischen 1975 und 2004 25 Aufnahmen von Lacy.
Lacy hat Musik für unterschiedliche Zwecke in verschiedenen Genres geschrieben. Er komponierte für die DR Big Band, Klüvers Big Band, die Radio Concerts Orchestration, den dänischen Radiokammerchor, das Ensemble Mad Cow Sings, aber auch Filmmusik. Für die Musik zur Fernsehdokumentation The Whales That Wouldn’t Die (1980) erhielt er einen Emmy. Seine Komposition Nordic Tones for 9000 Nordic Fingers wurde von 900 Musikern aus acht Ländern in Kolding 1994 uraufgeführt. Für das 800-jährige Jubiläum des Doms zu Aarhus 2001 schrieb er ein Werk für Bigband und den Chor der Jütländischen Oper. Er arrangierte für Etta Cameron und Caroline Henderson.
Daneben war Lacy als Lehrer tätig. Er unterrichtete Klavier, Komposition und Orchestermanagement in San Diego. Zwischen 1987 und 1994 wirkte er am Rytmisk Musikkonservatorium in Kopenhagen als Dozent. Dann war er bis 2002 als Dozent am Vestjysk Musikkonservatorium in Esbjerg tätig, unter anderem mit The Very Big Band – einem Orchester, das Studenten der klassischen und Popularmusikstudiengänge vereinte. Seit 2002 arbeitete Lacy am Music Center im Meditationszentrum Munach in Grenå.

## Diskographische Hinweise
- Putte Wickman, Butch Lacy, Klavs Hovman, Bjarne Rostvold Songs Without Words (Zenith 1985)
- Klüvers Big Band Jasmine: Klüvers Big Band Plays Butch Lacy (Right Tone 1993)
- Solo But Not Alone (Stunt Records 2003)[4]
- Butch Lacy & Budapest Jazz Orchestra, A Noiseful Joy (BJO Records 2011)
- Jesper Løvdal / Butch Lacy / Mark Dresser / Kresten Osgood Being Playing (ILK Music 2016)[5]